# Jesús Zárate Moreno
Jesús Zárate Moreno (Málaga, Santander, Colòmbia, 1915 - Bogotá, Colòmbia, 1967) va ser un escriptor i diplomàtic colombià.

## Biografia
De professió advocat i d'ofici periodista, Zárate començà com a subsecretari de Santander el 1946 i secretari personal del líder liberal Gabriel Turbay. Ingressà al cos diplomàtic i va ocupar importants càrrecs a Espanya, Estats Units, Cuba, Mèxic i Suècia, en les missions diplomàtiques del seu país. El 1972, quan feia cinc anys que havia mort, salta a la fama amb l'aparició pòstuma de la seva segona novel·la, La cárcel, que va guanyar insòlitament el prestigiós Premi Planeta de Novel·la, el primer cop que ho feia una obra d'un autor hispanoamericà. Arran d'aquest succés, l'editorial va decidir modificar les bases del certamen i així impedir que en el futur guanyés el premi l'obra pòstuma d'algun escriptor espanyol o hispanoamericà mort. L'import del premi el van rebre els seus fills, els qui havien sotmès el manuscrit inèdit al certamen. Jesús Zárate Moreno ja havia publicat a Colòmbia abans de morir quatre volums de contes i havia col·laborat al diari Vanguardia liberal.

## Obres
- No todo es así, (1982) contes.
- El viento en el rostro, (1960) contes.
- El día de mi muerte, (1962) novel·la.
- Un zapato en el jardín, (1964) novel·la.
- El Cartero, (1973) novel·la.
- La cárcel, novel·la (Premi Planeta 1972).
- Tres piezas de teatro, (2003) Obres teatrals.